# Salaiola
Salaiola est une frazione  de la commune d'Arcidosso, province de Grosseto, en Toscane, Italie. Au moment du recensement de 2011 sa population était de seulement 34 habitants.

## Géographie
Le hameau est situé sur les pentes du Monte Aquilaia, l'un des pics qui forment le Mont Amiata, à mi-chemin entre Arcidosso et Monticello Amiata.

## Histoire
Salaiola se dresse sur les ruines de l'ancien village de Roveta, qui existait dans le haut Moyen Âge. Roveta, Montoto et Talassa sont les hameaux qui donnèrent naissance au cours du XIIe siècle à la ville d'Arcidosso, avec la construction des fortifications des  Aldobrandeschi. Le nom actuel est dérivé du longobarde, et signifie « petite chambre ». Dans les années qui suivirent la Seconde Guerre mondiale, le village a subi une grande diminution de la population.

## Monuments
- L'église Madonna de Salaiola, église paroissiale construite en 1863.
- Ferme du Roveta, située au sud-est de Salaiola, c'est ce qui reste de l'ancienne colonie de Roveta.
- L'église San Girolamo a Roveta, ancienne église de Roveta, qui était autrefois le siège de la paroisse de le quartier Sant'Andrea de Arcidosso, avant qu'il ne soit déplacé à l'église Madonna delle Grazie de la ville.

## Fêtes, foires
Pendant l'été, s'y produit un  festival de poésie en juin, et la Fête de la Lune en juillet, avec des spectacles musicaux, des marchés et des dégustations de vins. En remontant la route vers le centre du village, les poèmes gagnants des différentes éditions de le festival de poésie sont accrochées aux châtaigniers au bord de la route.